# Kateryna Kalytko

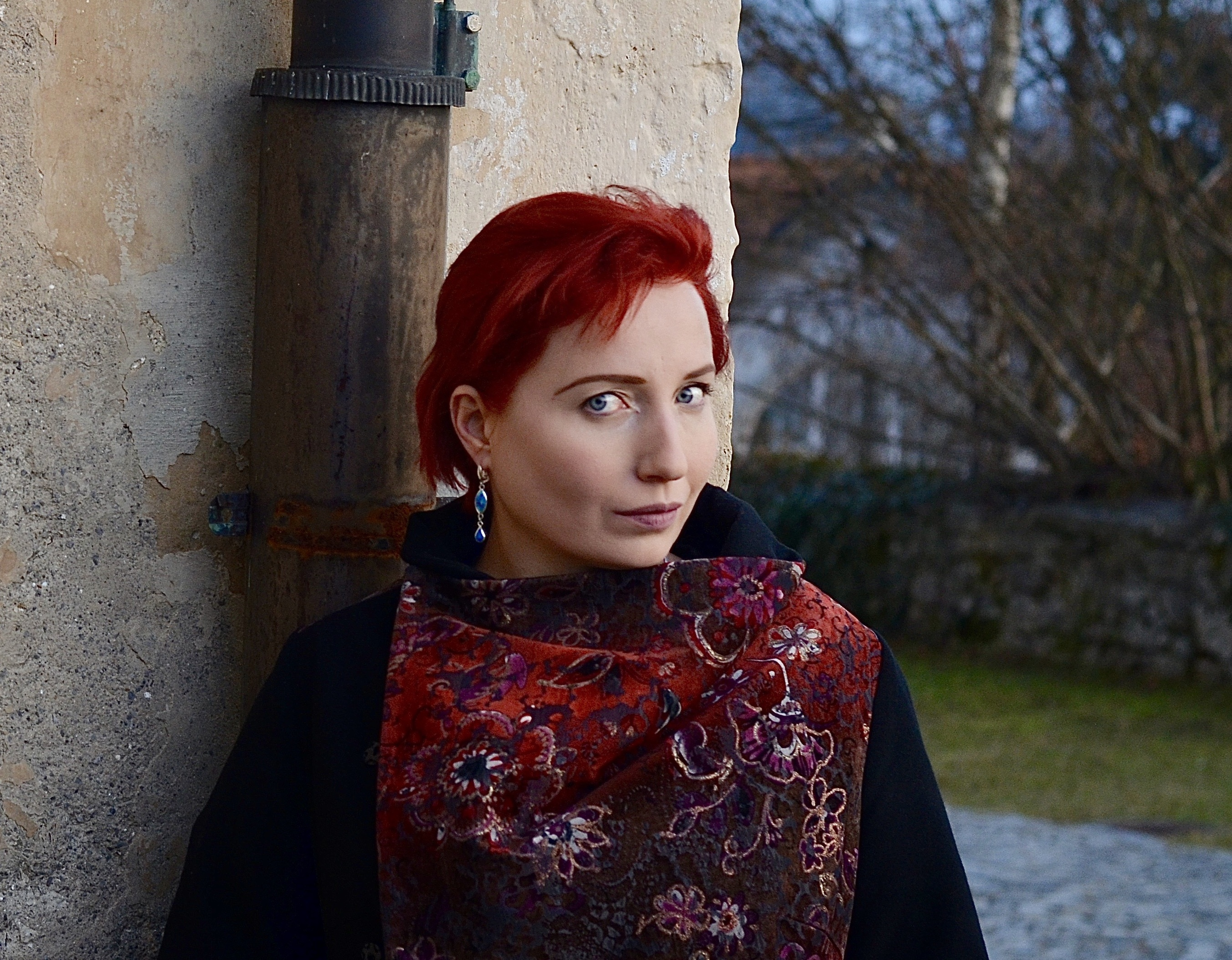
Kateryna Kalytko, 2019

Kateryna Oleksandrivna Kalytko (em ucraniano: Катерина Олександрівна Калитко; nascida em 8 de março de 1982, Vinnytsia, Ucrânia) é uma escritora e tradutora ucraniana. Ela ganhou o Prémio de Literatura Joseph Conrad 2017.
Ela estudou na Universidade Nacional da Academia Kyiv-Mohyla. As suas obras são publicadas pela Meridian Czernowitz. Ela fundou o Intermezzo Short Story Festival.

## Obras
Histórias Curtas
- M (h) ysteria
- A terra de todos aqueles contos perdidos ou assustadores

Poesia
- Посібник зі створення світу [Guia de Criação Mundial]. Vinnytsia 1999.
- Сьогоднішнє завтрашнє [Mais hoje, mais amanhã]. Kyiv 2001.
- Портретування асфальту [Representação asfáltica]. Kiev 2004.
- Діалоги з Одіссєем [Diálogos com Odisseu]. Kiev 2005.
- Сезон штормів [Temporada de tempestade]. Kiev 2013.
- Катівня. Виноградник. Дім. Lviv 2014.[5]
- Ніхто нас тут не знає, і ми - нікого [Ninguém nos conhece aqui - e nós (não conhecemos) ninguém]. Chernivtsi 2019.[1]